# 영업정지
영업정지(營業停止)는 영업자가 위반행위를 하는 경우 6개월 이내의 기간을 정하여 영업의 전부 또는 일부를 정지함으로써 그 기간 동안 영업을 못하게 하는 것을 말한다.

## 그림

영업정지 점포

## 판례

### 피고적격
- 경상북도지사의 위임에 의하여 대구시장이 한 식품접객업소 영업정지처분의 취소를 구하는 행정소송은 대구시장을 피고로 하여야 하고 대구시 동구청장은 피고적격이 없다.[1]

### 판단기준
- 영업정지 등 행정처분의 적법 여부를 판단하는 기준은 행정처분기준에 적합한 것인가가 아니라 법의 규정 및 그 취지에 적합한 것인가이며 행정처분으로 인하여 달성하려는 공익상의 필요와 이로 인하여 상대방이 받는 불이익을 비교형량하여 그 처분으로 인하여 공익상 필요보다 상대방이 받게 되는 불이익이 막대한 경우에는 재량권 일탈로 위법하다.[2]
- 같은법시행규칙 제53조에 따른 별표 15의 행정처분기준은 행정기관 내부의 사무처리준칙을 규정한 것에 불과하기는 하지만 규칙 제53조 단서의 식품 등의 수급정책 및 국민보건에 중대한 영향을 미치는 특별한 사유가 없는 한 행정청은 당해 위반사항에 대하여 위 처분기준에 따라 행정처분을 함이 보통이라 할 것이므로, 행정청이 이러한 처분기준을 따르지 아니하고 특정한 개인에 대하여만 위 처분기준을 과도하게 초과하는 처분을 한 경우에는 재량권의 한계를 일탈하였다고 볼 만한 여지가 충분하다.[3]

### 절차
- 식품위생법 제64조, 같은 법 시행령 제37조 제1항의 규정에 의한 청문제도의 취지를 비추어 볼 때 행정청이 영업정지처분을 하려면 반드시 사전에 청문절차를 거처야 함은 물론 청문서 도달기간 등을 엄격히 지켜 영업자로 하여금 의견진술과 변명의 기회를 보장하여야 하는 것이고 가령 같은 법 제58조의 사유가 분명히 존재하는 경우라도 위와 같은 청문절차를 제대로 준수하지 아니하고 한 영업정지처분은 위법하다.[4]

### 일부취소 가능 여부
- 행정청이 영업정지처분을 함에 있어서 그 정지기간을 어느 정도로 할 것인지는 행정청의 재량권에 속하는 사항인 것이며, 다만 그것이 공익의 원칙이나 평등의 원칙 또는 비례의 원칙등에 위반하여 재량권의 한계를 벗어난 재량권 남용에 해당하는 경우에만 위법한 처분으로서 사법심사의 대상이 되는 것이나, 법원으로서는 영업정지처분이 재량권 남용이라고 판단될 때에는 위법한 처분으로서 그 처분의 취소를 명할 수 있을 뿐이고, 재량권의 한계내에서 어느 정도가 적정한 영업정지 기간인지를 가리는 일은 사법심사의 범위를 벗어난다.[5]

### 행정처분 집행정지결정의 효력 시한
- 행정소송법 제23조에 의한 집행정지결정의 효력은 결정주문에서 정한 시기까지 존속하며 그 시기의 도래와 동시에 효력이 당연히 소멸하는 것이므로, 일정기간 동안 영업을 정지할 것을 명한 행정청의 영업정지처분에 대하여 법원이 집행정지결정을 하면서 주문에서 당해 법원에 계속중인 본안소송의 판결선고시까지 처분의 효력을 정지한다고 선언하였을 경우에는 처분에서 정한 영업정지기간의 진행은 그 때까지 저지되는 것이고 본안소송의 판결선고에 의하여 당해 정지결정의 효력은 소멸하고 이와 동시에 당초의 영업정지처분의 효력이 당연히 부활되어 처분에서 정하였던 정지기간(정지결정 당시 이미 일부 진행되었다면 나머지 기간)은 이 때부터 다시 진행한다.[6]
- 영업정지처분을 받고도 법원의 집행정지 결정이 있기 전에 영업을 한 이상 그 후 법원에서 집행정지 결정이 내려지고 본안소송에서 그 처분이 위법함을 이유로 취소되었다 하더라도 원래의 영업정지 처분이 당연무효의 하자를 가지고 있는 처분이 아닌 한 그 영업정지기간 중에 영업하였음을 사유로 한 영업허가취소처분은 당연무효가 아니다.

### 양수인의 책임
- [8]

### 법률상 이익 내지 권리보호의 필요
- [9]
- [10]

===제재처분에 있어서 정당한 사유
- [11]
- [12]

### 비례원칙 위반 내지 재량권의 일탈, 남용 여부
- [13]
- [14]
- [15]
- [16]
- [17]
- [18]

## 참고 문헌
- 행정쟁송실무노트.
- 찾기쉬운 생활법령정보[깨진 링크(과거 내용 찾기)]

## 같이 보기
- 2011년 상호저축은행 영업정지 사건